# 阿爾伯特親王山脈
76°00′S 161°30′E / 76.000°S 161.500°E
阿爾伯特親王山脈（英語：Prince Albert Mountains）是南極洲的山脈，位於維多利亞地，全長超過320公里，處於普里斯特利冰川和費拉爾冰川之間，最高點是海拔高度2,468米的麥金托什山。

## 外部連結
- Australian Antarctic Data Centre